# Leptodactylus bufonius
Leptodactylus bufonius és una espècie de granota de la familia del leptodactílids. Es troba des del sud de Bolívia fins al nord de l'Argentina, el Paraguai i al Pantanal del Brasil. Habita ambients semiàrids, on el mascle un niu de fang profund per a la posta dels ous als marges de basses temporals. S'adapta bé a les pertorbacions provocades per l'home i les seves poblacions es mantenen estables.